# Дерен

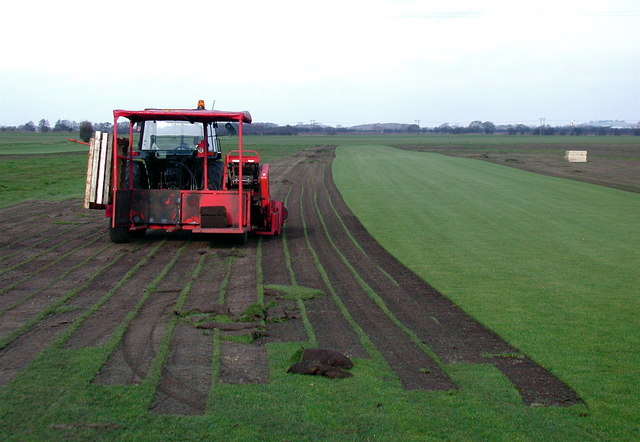
Дернорізалка на полі, з якого вирізано пласти дерну під газон

Дéрен — поверхневий шар ґрунту, верхній генетичний горизонт ґрунтів (Нд) який складається з переплетених живих і відмерлих коренів, пагонів і кореневищ багаторічних трав, які надають йому зв'язності.

## Опис

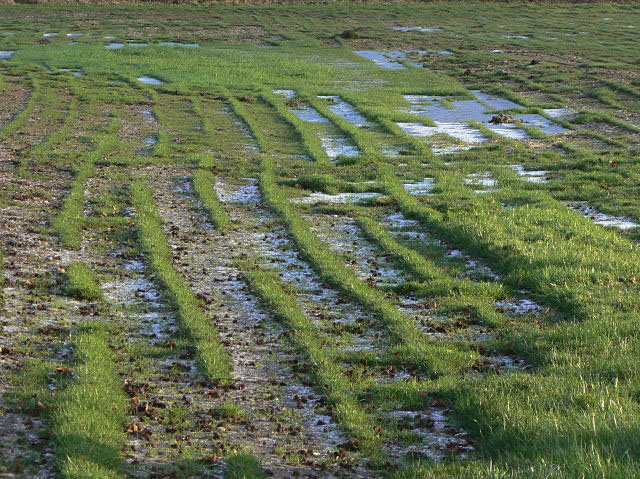

Містить підвищену кількість органічних речовин. Найрозвиненіший в цілинному степу і на луках, де служить потужним засобом затримання і поглинання вологи. Руйнування дерну при оранці і випасанні худоби часто є причиною розвитку водної і вітрової ерозії ґрунту.
Дерен служить захистом укосів земляних споруд від розмиву і дефляції. Дерен є місцем життя і їжею великої і різноманітної кількості тварин і мікроорганізмів. Він забезпечує підземну ярусність життя у степах. Дерен є важливою умовою накопичення гумусу.
За здатністю утворювати дернину ботаніки класифікують злаки на щільнодернинні (Festuca valesiaca, Koeleria cristata, Stipa capilata, S.. pennata, S. tirsa, S. dasyphylla) та нещільнодернинні — тонконіг лучний, тимофіївка лучна, костриця лучна. Слід сказати, що є ще й інші форми — корневищні, повзучі та інші. У посушливих степах дико ростуть переважно щільнодернинні ксерофільні злаки ковила Лессінга (Stipa lessingiana), ковила українська (S. ucrainica), ковила волосиста (S. capillata), костриця борозниста (F. rupicola), житняк гребінчастий (Agropyron pectinatum), келерія гребінчаста (Koeleria cristata). Саме ці біоми за довгий час існування сформували знамениті українські чорноземи.

## Використання

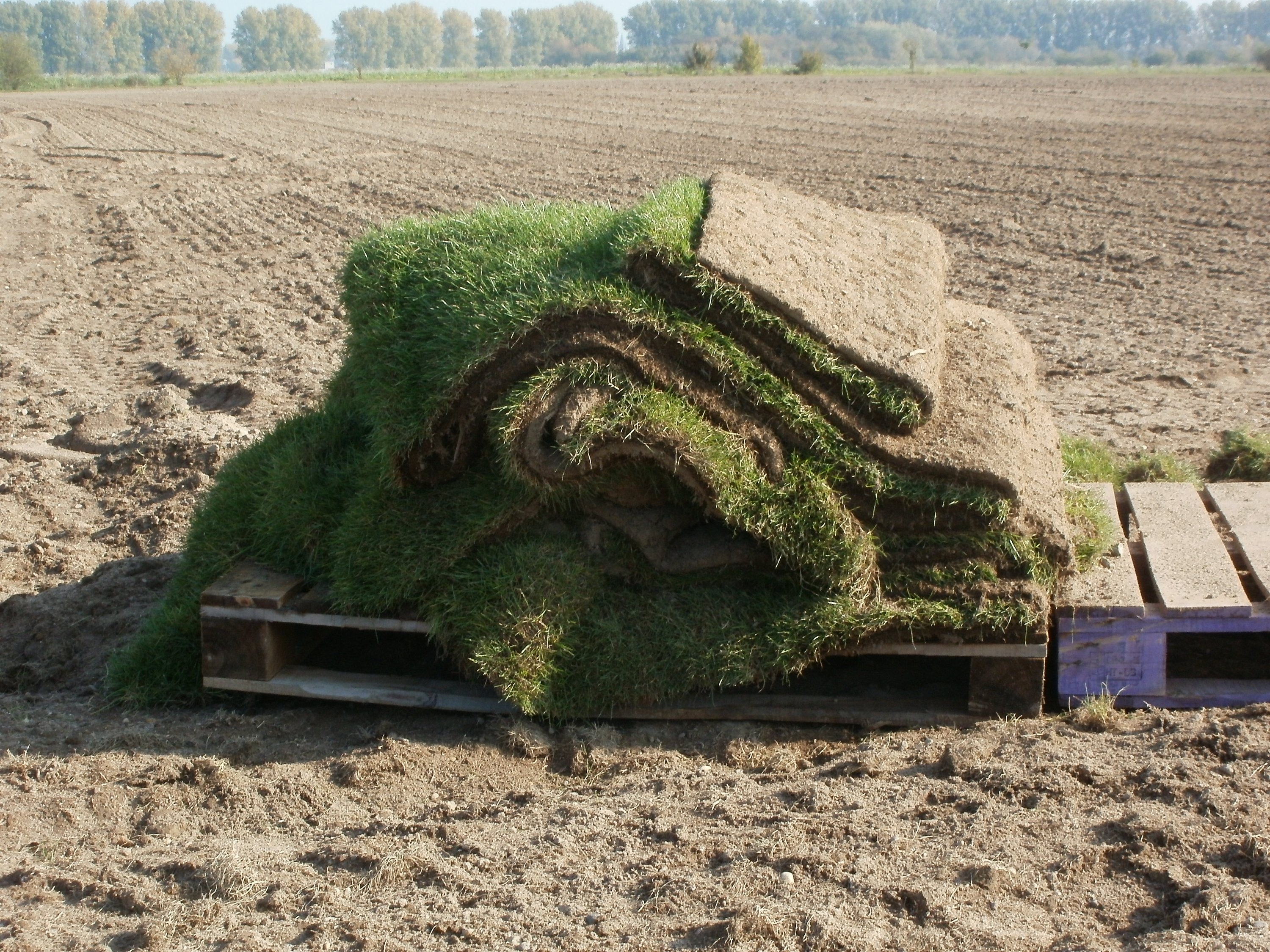
Зрізані шматки дерну — дернина

Вирізана з шару дерну пласт (скиба, плитка або шматок) землі має назву дерни́на.
Найкращий спосіб обробки дерну на задернованих орних ґрунтах — оранка плугами з передплужниками, якість якої покращує попереднє дискування. Здавна для розорювання задернованого поля використовували плуги з череслами. Глибоко задерновані заболочені ґрунти обробляють фрезами або плугами з наступним боронуванням.